# 普克斯貝格山
47°9′12″N 14°20′29″E / 47.15333°N 14.34139°E

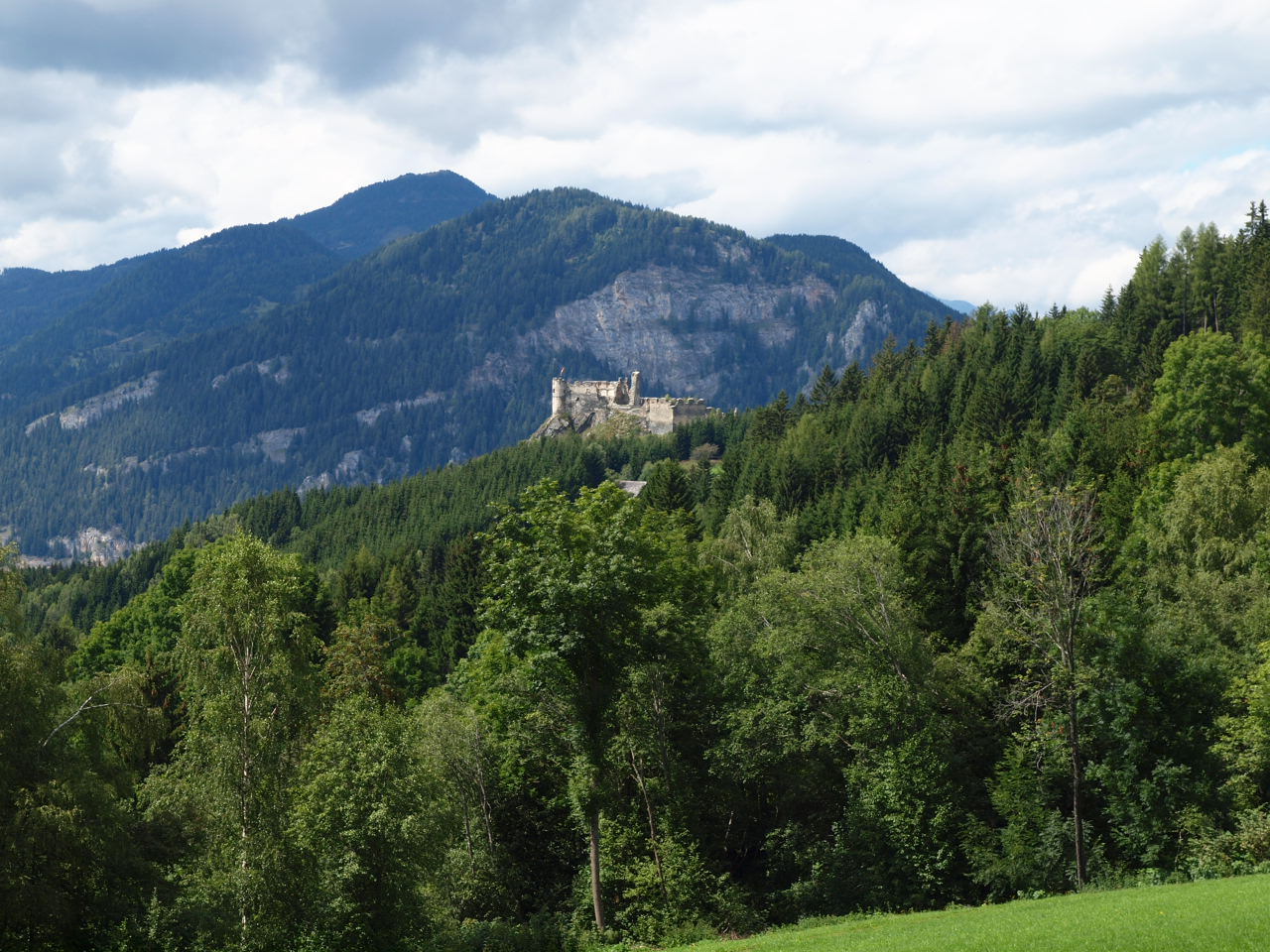

普克斯貝格山（德語：Puxberg），是奧地利的山峰，位於該國東南部，由施泰爾馬克州負責管轄，屬於羅滕曼及韋爾茨陶恩山脈的一部分，海拔高度1,486米，每年平均降雨量1,759毫米。